# Mikael Balt
Mikael Sigfredsson  Balt, död 3 juni 1676 i Uleåborg, var en möjligen fransk belätssnidare, som senare verkade i Finland. 
Han arbetade med kyrkointeriörer. Han flyttade från Stockholm till Finland, där han 1658 gifte sig med Catharina Forbus (1640–1691), som var syster till frun till borgmästaren i Brahestad Henrik Corte (död 1680).
Mikael Balt snidade inredning för Brahestads gamla kyrka, som stod färdig 1655, med votivkonst i ek från Bogesund,  som idag finns i Brahestads museum. Han gjorde också predikstolarna i Åbo domkyrka, Uleåborgs kyrka, Karleby kyrka och andra kyrkor i Finland.

## Bildgalleri

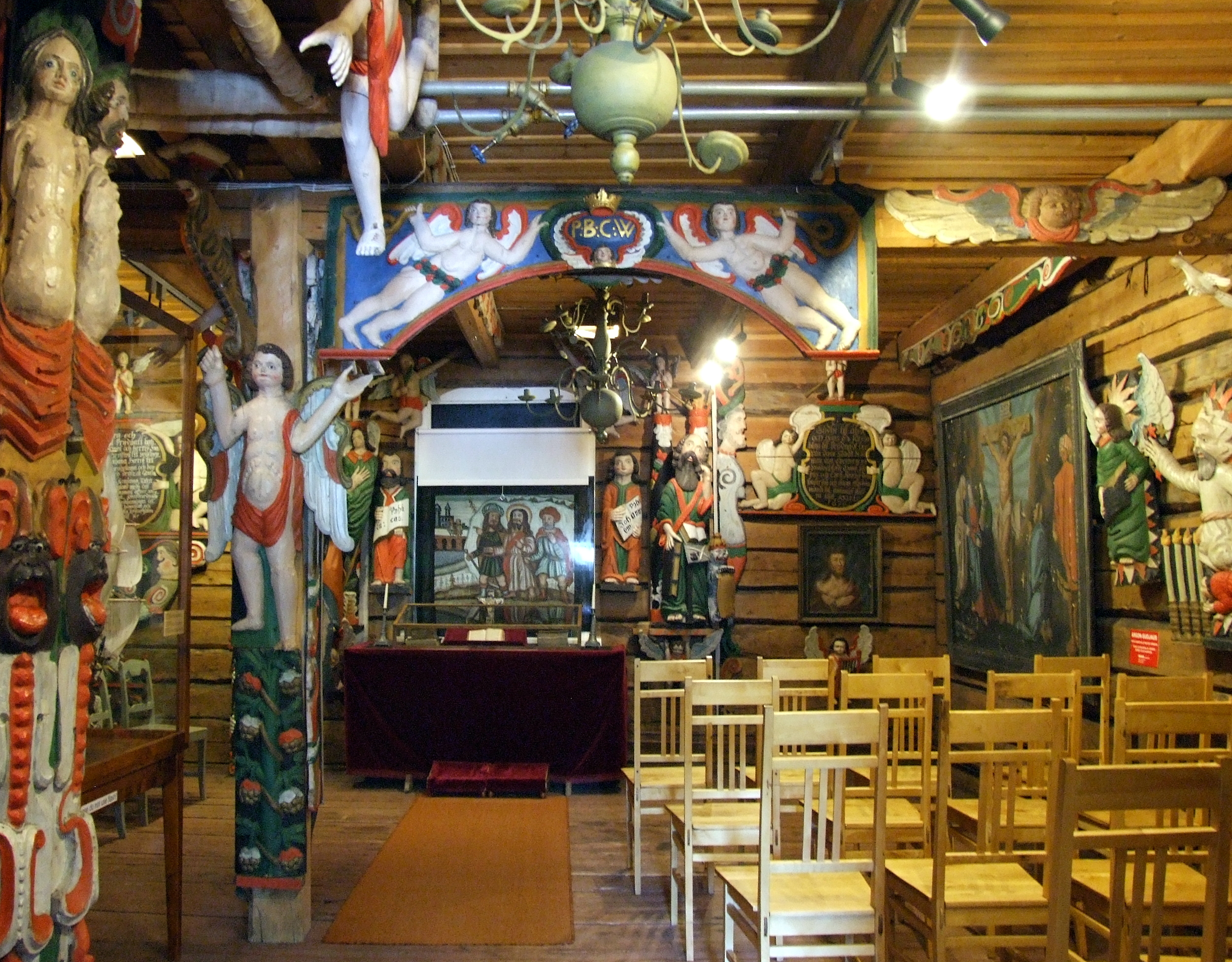
Kyrksal i Brahestads gamla kyrka, nu i Brahestads museum
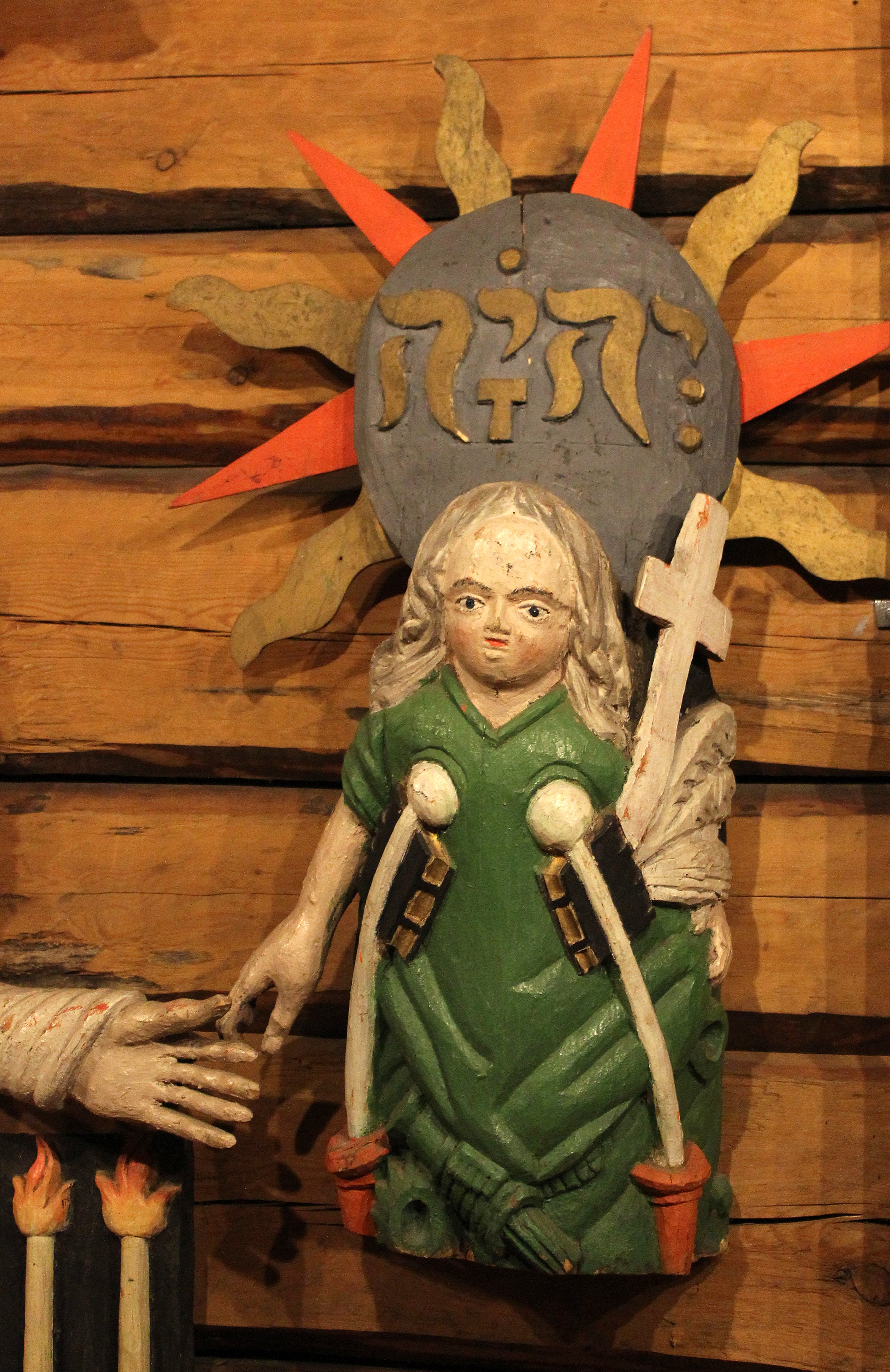
Sankta Agata
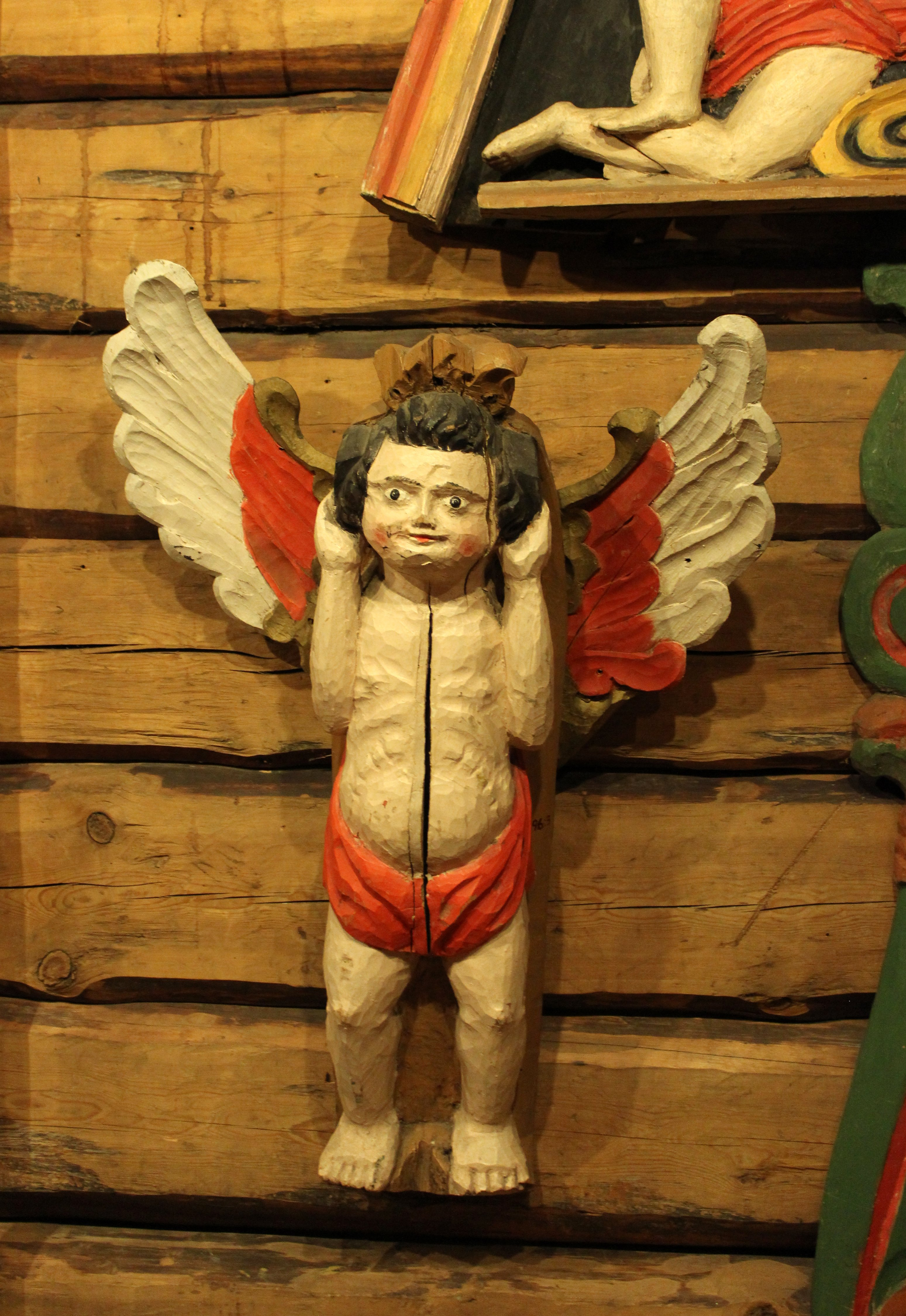
Ängel som lyssnar på musik
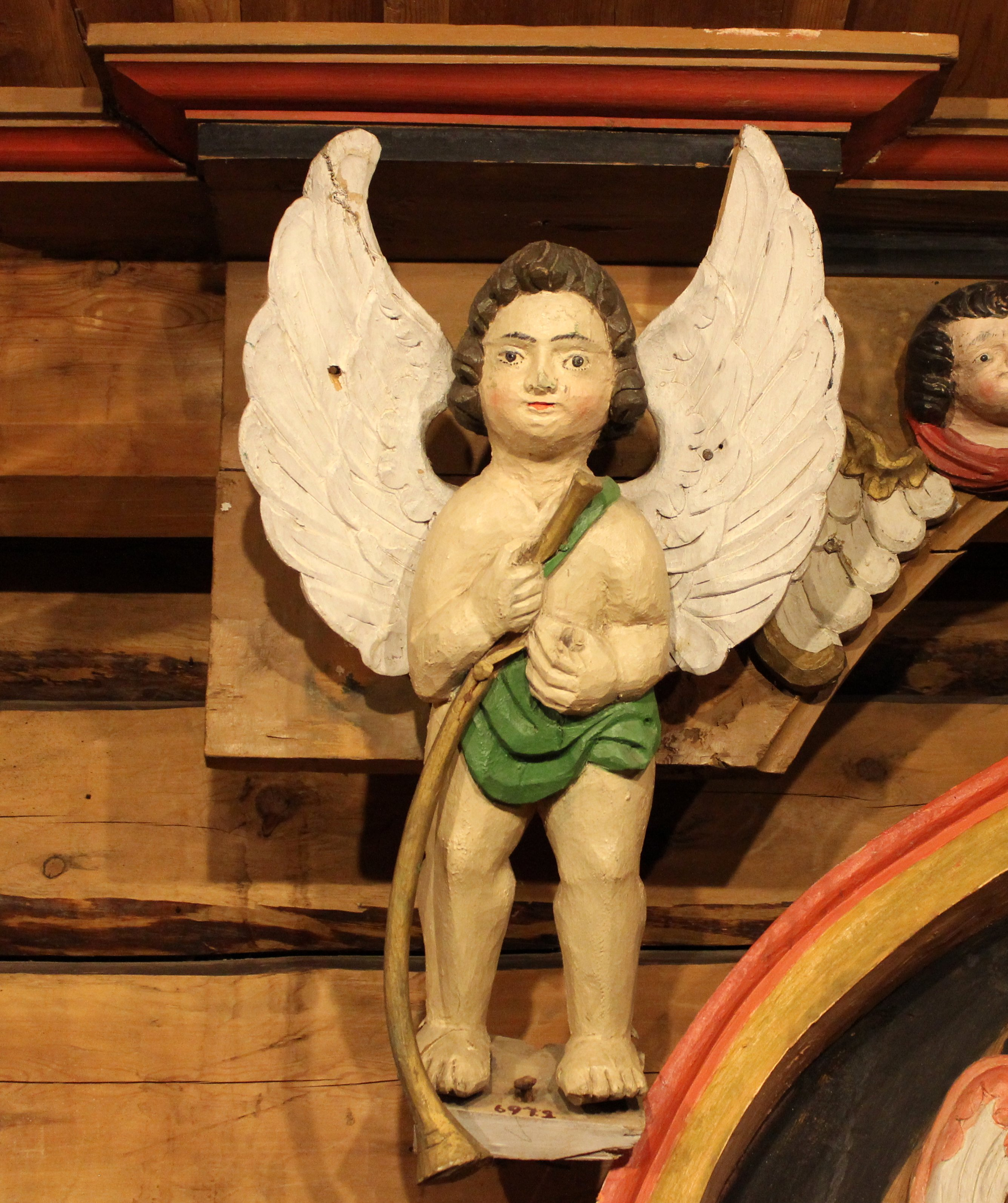
Änglatrumpetare
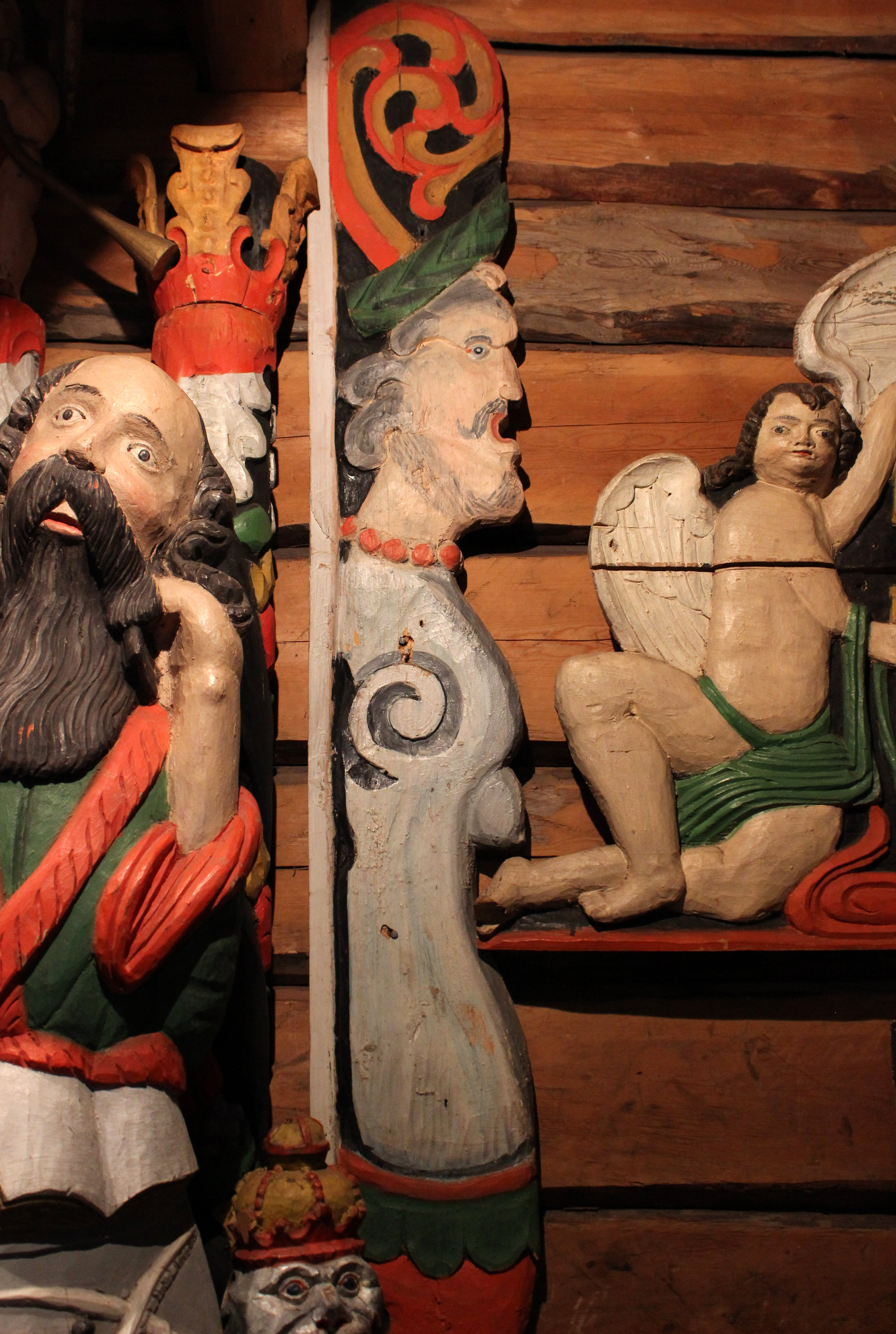
Hermafrodit
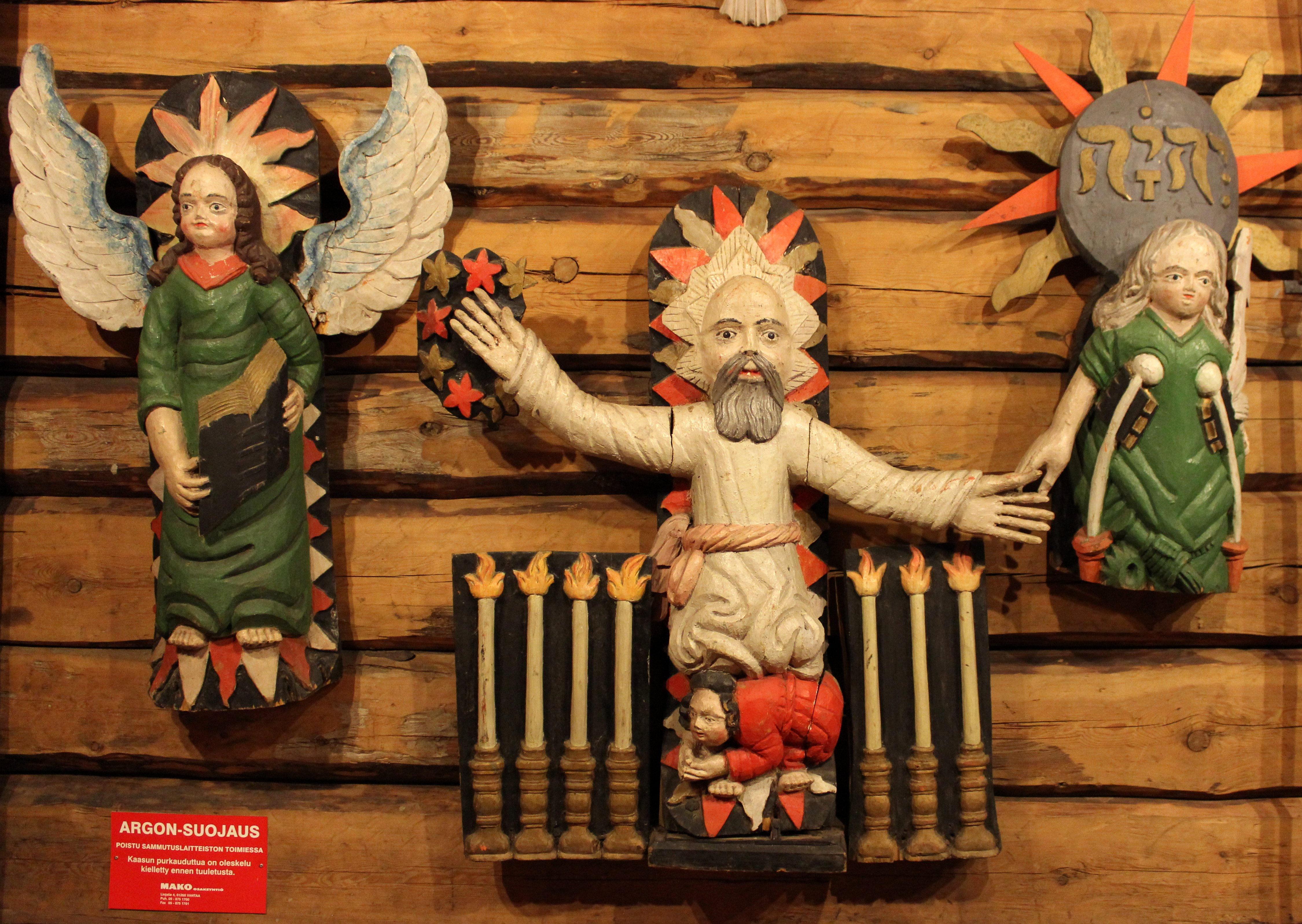